# I Saw the Light (film)
I Saw the Light is een Amerikaanse biografische film uit 2015 onder regie van Marc Abraham en gebaseerd op het boek Hank Williams: The Biography van Colin Escott, George Merritt, en William (Bill) MacEwen. De film ging in première op 11 september op het 40ste Internationaal filmfestival van Toronto.

## Verhaal
De film vertelt het verhaal van de Amerikaanse countryzanger Hank Williams die op 29-jarige leeftijd overleed aan een overdosis morfine en alcohol. De filmtitel verwijst naar de gelijknamige single van Williams uit 1948.

## Rolverdeling
| Acteur           | Personage               |
| ---------------- | ----------------------- |
| Tom Hiddleston   | Hank Williams           |
| Elizabeth Olsen  | Audrey Mae Shephard     |
| David Krumholtz  | James Dolan             |
| Bradley Whitford | Fred Rose               |
| Maddie Hasson    | Billie Jean             |
| Wren Schmidt     | Bobbie Jett             |
| Cherry Jones     | Lillie Skipper Williams |
| Josh Pais        | Dore Schary             |
| James DuMont     | WB Nolan                |
| Casey Bond       | Jerry Rivers            |